# Schüller
Pour les articles homonymes, voir Schuller.
La municipalité (Ortsgemeinde) de Schüller se trouve dans l'Eifel et compte 372 habitants. Il fait partie de la Verbandsgemeinde de l'Obere Kyll en Rhénanie-Palatinat.

## Histoire
C'est par le Traité de Prüm (probablement signé au château de Schüller) que Lothaire Ier partagea en 855 la Francie médiane entre ses trois fils. Il se fit ensuite moine et mourut peu après à l'abbaye de Prüm.
Sous l'administration française (1794-1815), Schüller était une enclave du département de l'Ourthe (carte) dans celui de la Sarre.

## Liens
- Présentation du village de Schüller (en allemand)
- The cantons in the East of the Département de l'Ourthe (1794-1814) (carte)